# Lipno (Repubblica Ceca)
Lipno è un comune della Repubblica Ceca facente parte del distretto di Louny, nella regione di Ústí nad Labem.